# Керецьківська сільська територіальна громада
Керецьківська сільська громада — територіальна громада в Україні, у Хустському районі Закарпатської області. Адміністративний центр — село Керецьки.
Площа становить 298,9 км². Населення - 14959 ос. (2020 р.).
Утворена 2019 року шляхом об'єднання Березниківської та Керецьківської сільських рад Свалявського району Закарпатської області. Утворена наново 12 червня 2020 року шляхом об'єднання Березниківської і Керецьківської сільських рад Свалявського району, та Лисичівської і Кушницької сільських рад Іршавського району.

## Населені пункти
У складі територіальної громади 4 села:
- Березники
- Керецьки
- Кушниця
- Лисичово

## Трагедія під час засідання сесії сільської ради
15 грудня 2023 року під час пленарного засідання сесії сільської ради 54-річний депутат з партії Слуга народу Сергій Батрин з села Кушниця підірвав 3 гранати. Унаслідок вибуху постраждали 23 людини включно із підозрюваним, у більшості діагностували осколкові поранення. Підозрюваний у підриві депутат також знаходиться у реанімаційному відділенні  Свалявської лікарні у тяжкому стані, але прогнози лікарів оптимістичні. Один із постраждалих помер у лікарні від отриманих поранень.
На цій сесії сільської ради Батрин сварився щодо ухвалення бюджету на 2024 рік. Він стверджував, що не можна під час війни виділяти сільському голові Михайлу Мушці з ОПЗЖ надбавку в розмірі 50% та щомісячну премію в розмірі 100% від окладу. Перед тим депутати порушували питання щодо дострокового припинення повноважень очільника Керецьківської територіальної громади.
Підривнику, який прийшов до тями, повідомили про підозру за ч. 2 ст. 258 Кримінального кодексу України (терористичний акт). Правоохоронці за місцем проживання депутата виявили передсмертну записку.